# Diocesi di Leoben
La diocesi di Leoben (in latino Dioecesis Leobensis) è una sede soppressa della Chiesa cattolica.

## Territorio
La diocesi comprendeva la parte settentrionale della Stiria.
Sede vescovile era la città di Leoben. La cattedra episcopale era nella chiesa dell'ex monastero benedettino di Göss (Stift Göss).

## Storia
Il 17 marzo 1786 papa Pio VI concesse all'arcivescovo di Salisburgo la facoltà di erigere la diocesi di Leoben e di istituire e consacrare il nuovo vescovo. L'arcivescovo di Salisburgo eresse la suddetta diocesi il 29 aprile 1786. La diocesi era formata da parti dell'arcidiocesi di Salisburgo e delle diocesi di Seckau e di Passavia.
L'unico vescovo fu Alexander Franz Joseph Engl von Wagrain, consacrato il 30 aprile 1786. Alla sua morte, il 22 febbraio 1800, la diocesi fu amministrata dal capitolo dei canonici fino al 1808 e in seguito fu data in amministrazione ai vescovi di Seckau.
La diocesi fu soppressa il 26 novembre 1857 con la bolla pontificia Proprium fuit di Pio IX e il suo territorio incorporato in quello della diocesi di Seckau il 1º settembre 1859.

## Cronotassi dei vescovi
- Alexander Franz Joseph Engl von Wagrain † (29 aprile 1786 - 22 febbraio 1800 deceduto)
  - Johann Friedrich von Waldenstein-Wartenberg † (1808 - 15 aprile 1812 deceduto) (amministratore apostolico)
  - Simon Melchior de Petris † (19 aprile 1812 - 1º agosto 1823 dimesso) (amministratore apostolico)
  - Roman Sebastian Zängerle, O.S.B. † (18 maggio 1824  - 27 aprile 1848 deceduto) (amministratore apostolico)
  - Joseph Othmar von Rauscher † (29 gennaio 1849 - 20 marzo 1853 nominato arcivescovo di Vienna) (amministratore apostolico)
  - Ottokar Maria von Attems † (10 settembre 1853 - 26 novembre 1857) (amministratore apostolico)